# Caesalpinia ciliata
Caesalpinia ciliata är en ärtväxtart som först beskrevs av Johan Emanuel Wikström, och fick sitt nu gällande namn av Ignatz Urban. Caesalpinia ciliata ingår i släktet Caesalpinia och familjen ärtväxter. Inga underarter finns listade i Catalogue of Life.